# Bouillon (voedsel)

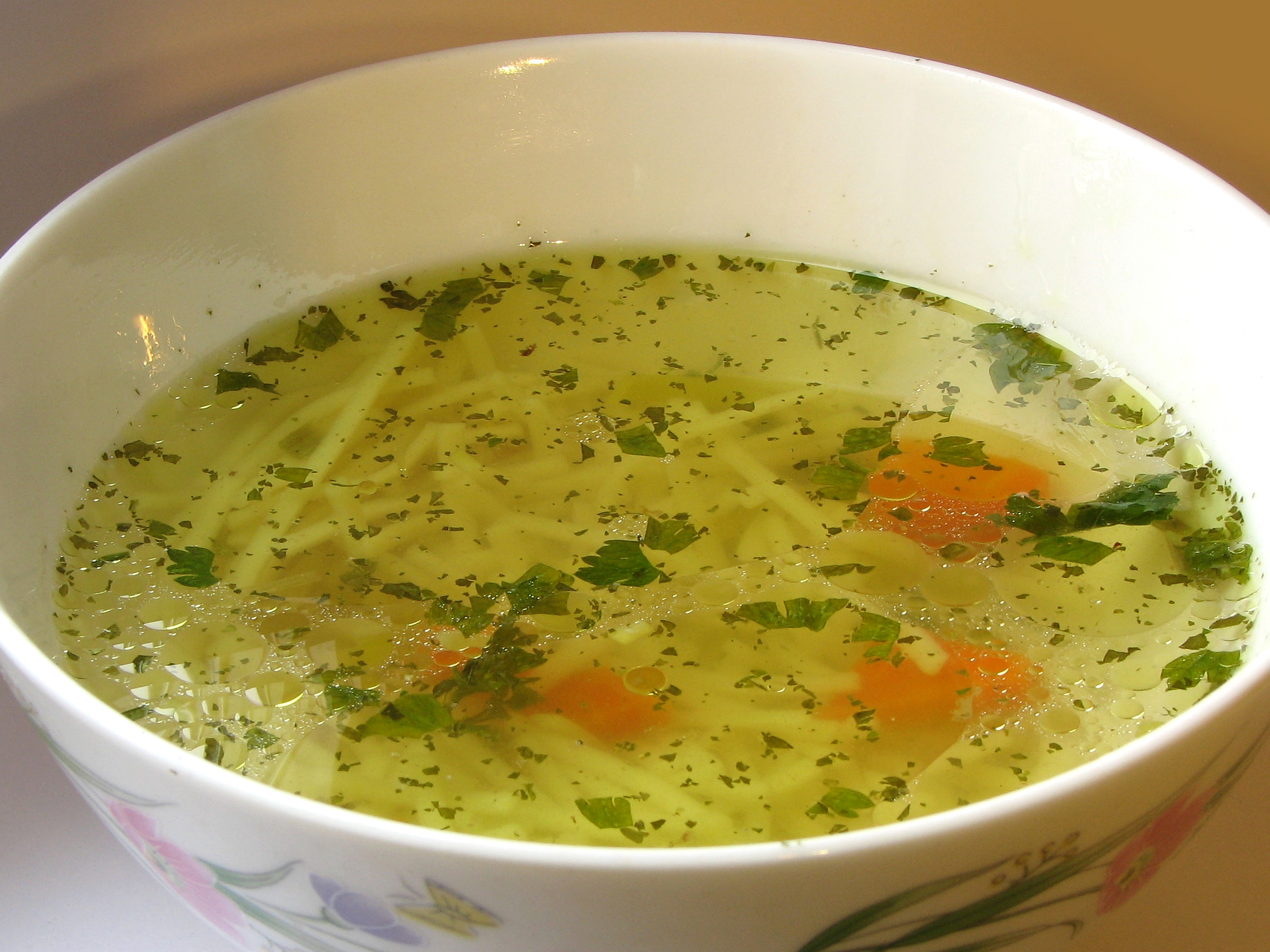
Bouillon

Bouillon (vleesnat of vleesaftreksel) is een bereiding die aan water smaak,  geur en voedingsstoffen geeft door vlees, groente, vis en/of andere voedingsmiddelen te laten trekken. Bouillon kan gebruikt worden voor de bereiding van gerechten als soep, sauzen en ragouts.
In feite is een bouillon een extract. Door de bestanddelen te laten trekken, worden de smaak- en geurstoffen in het water opgelost. Daardoor is een bouillon geurig en rijk aan smaak, al bestaat het voor het overgrote deel uit water. Het bevat weinig energie en is eetlustopwekkend.

## Soorten
Er bestaan enkele standaardbouillons:
- Vlees-, gevogelte-, wild- en groentebouillon
- Vlees-, gevogelte-, wild- en groentefond
- Kalfsjus
- Visfumet
- Consommé

## Verklaring van de benamingen
- Bouillon: het kookvocht van groenten en/of soepvlees. Een bouillon enkel op basis van groenten kan van toepassing zijn bij vegetarische maaltijden of als kookvocht voor vis (court-bouillon).
- Fond: is ontleend aan de Franse culinaire vakterm le fond en staat voor een sterk gereduceerde (tot wel 1/3e) bouillon. Een fond heeft steeds een langdurige kooktijd.
- Fumet: heeft in tegenstelling tot de fonds een zeer korte kooktijd nodig.
- Consommé: heet ook wel heldere bouillon en is een geklaarde bouillon of fond.

## Algemene samenstelling
De samenstelling van elke keukenfond wordt onderverdeeld in vier algemene groepen van bestanddelen, namelijk:
1. Voedende bestanddelen
2. Aromatische bestanddelen
3. Vocht
4. Kruiding

### Voedende bestanddelen
Afhankelijk van de gerechten of bereidingen waarvoor de fonds zal worden gebruikt, zullen deze bestanddelen verschillend zijn, zoals kalfs- en runderbeenderen, koppen en graten van vis, gevogelte of gevogelte-afval, beenderen en afval van wild.

### Aromatische bestanddelen
- Groenten: bijvoorbeeld prei, selder, wortel, ui, tomaten, champignons
- Kruiden/specerijen: bijvoorbeeld peterselie, tijm, laurier, jeneverbessen, kruidnagel, foelie, knoflook.
- Andere: bijvoorbeeld tomatenpuree, aalbessengelei.

### Vocht
Bijna alle bouillons gebruiken water als vocht. In bepaalde gevallen worden er dranken toegevoegd zoals  droge witte wijn voor visfumet en rode wijn voor wildfond.

### Kruiding
Onder kruiding verstaat men alle kruiden of specerijen die worden gebruikt om op smaak te brengen. Ook wordt zout gebruikt.

## Toepassingen
Bouillon wordt gebruikt in soepen, sauzen, ragouts, veloutés en diverse vlees/vis/wild/rijst/groentebereidingen.